# 孔仲良
孔仲良（?—?），唐代山东曲阜人。
孔子第四十一代孙。元和年間考中進士，寶曆二年（826年），當時擔任青陽縣丞的孔仲良升任莆田县令。贞元年間繼續擔任莆田縣令，他在任內去世。有三子，孔光寵、孔洙、孔涵；三兄弟身無盘缠，不能回鄉，於是就一直住在莆田涵江。